# تاقچه‌ای‌قارچ‌سانان
تاقچه‌ای‌قارچ‌سانان (نام علمی: Polyporales) نام یک راسته از زیرشاخه قارچ‌های کلاه‌دار است.